# شارل آمبرژه
شارل آمبرژه (فرانسوی: Charles Amberger‎; ۹ ژانویه ۱۸۸۲ – ۳ مه ۱۹۰۱) دوچرخه‌سوار اهل فرانسه بود.